# 军事管治
军事管治或军事管制，指一个国家的军队直接控制国内的日常行政和管理。
军事管治往往在一个国家的战争时期和威權統治的和平时期出现，军队的直接管理方式往往限制公民的言论自由和行动自由。对于违反军事管治者时需要进行军事法庭审判，情节严重者会被判处死刑。